# Dimeria kollimalayana
Dimeria kollimalayana là một loài thực vật có hoa trong họ Hòa thảo. Loài này được M.Mohanan & A.V.N.Rao mô tả khoa học đầu tiên năm 1984.